# Beats per minute
Beats per minute (bpm) is een moderne naam voor de metronomische eenheid die gebruikt wordt als maat voor het tempo van muziek of als maat voor de hartslag. Bpm betekent niets anders dan 'aantal tellen per minuut'. Een bpm van 60 houdt in dat er elke seconde een beat is. Eén bpm is gelijk aan 1/60 Hz.

## Oorsprong
In de beginjaren van de dance-muziek had men een manier nodig om het tempo van muziek te bepalen. Dit om twee muzieknummers bij elkaar te zoeken met nagenoeg hetzelfde tempo en die dan door elkaar te mixen met een mengpaneel of mixer. Later werden platenspelers met steeds betere pitch-control uitgevonden dus was het aantal bpm niet zo belangrijk meer.
Beats per minute werd een veel gebruikte term tijdens de opkomst van de discomuziek, vooral omdat het handig was voor dj's. Ballads hebben over het algemeen een laag aantal bpm, variërend rond de 60 bpm. Allerlei soorten pop- en hiphopmuziek hebben aantallen bpm tussen 90 en 120, terwijl dancemuziek meer dan 120 bpm telt. Bij hardcore house en speedcore is het aantal beats per minuut een stuk hoger, dat kan tussen de 170 en soms wel 300 liggen. Bij Extratone ligt dat aantal nog vele malen hoger, boven de 1000.
Als een muziekstuk gemaakt is in 4/4 maat, telt elke maat dus vier tellen. Bij housemuziek is dit duidelijk hoorbaar door de vier bassdrums die elke maat te horen zijn. Indien men het aantal tellen in een minuut afspeeltijd telt, is het aantal bpm en dus het tempo bepaald.
Beatmixing, een kunstvorm onder de dj's, betekent het verhogen of verlagen van het tempo van een nummer zodat het goed aansluit op de bpm van een vorig nummer. Wanneer platen sneller of langzamer afgespeeld worden, wordt zowel de bpm als de pitch (toonhoogte) aangepast. Met digitale signaalbewerking zijn snelheid en toonhoogte onafhankelijk van elkaar in te stellen. Er zijn zelfs digitale mixprogramma's op de markt die over bpm-herkenning beschikken en zo volledig automatisch twee muziekstukken met elkaar synchroniseren.
Bpm kan met de hand geteld worden (tel bijvoorbeeld het aantal slagen gedurende 10 seconden en vermenigvuldig dit met 6), maar ook met elektronische apparaatjes en computerprogramma's. In sommige dj-mengpanelen is een bpm-teller ingebouwd.

## Ontwikkelingen
Tegenwoordig gaan de technische ontwikkelingen erg ver:
- Een (digitale) bpm-teller op een mengpaneel kan in een paar tellen het juiste aantal bpm weergeven.
- Een beatkeeper op een mengpaneel helpt een dj om twee platen/cd's perfect gelijk te laten lopen zodat hij/zij zich volledig kan concentreren op de manier van doormixen, zonder zich zorgen te hoeven maken over het tempo. Dit is de 'sync'-knop.
- Nog verder gaat het met computer-mixers die zelfs de toonhoogte van de muziek gelijk houdt, terwijl het tempo wordt aangepast. Dit is handig als twee nummers hetzelfde tempo hebben maar de toonsoorten niet bij elkaar passen.